# 溝繁縷科
溝繁縷科只有两个属共大约40种，绝大部分都是水生植物，一年生草本，分布在欧亚大陆的温带和热带地区，葉子呈現對生倒卵狀或轮生，花一至數朵聚生、2至5瓣，果实通常為橢圓。一般來說，該種植物都生長在季節性溼地，水田溝渠。
几种沟繁缕如六蕊沟繁缕（Elatine hexandra）、马蹄沟繁缕（Elatine hydropiper）和大花沟繁缕（Elatine macropoda）经常被用作水族箱中的水草。